# Achille Tazio (astronomo)
Achille Tazio (in greco antico Ἀχιλλεὺς Τάτιος; II secolo) è stato un astronomo, geografo e matematico greco antico,   autore di un commento al celebre poema astronomico Phaenomena di Arato di Soli.

## Il nome
Fino al 1600, la sua figura era confusa con quella dell'Achille Tazio autore del romanzo Leucippe e Clitofonte, a cui il lessico Suda attribuisce anche un trattato Sulla sfera. Tuttavia, l'attribuzione di quest'opera scientifica all'Achille Tazio del romanzo era già dall'erudito seicentesco Konrad Gessner ritenuta inconciliabile con gli interessi testimoniati dalle altre opere ascrittegli: Gessner proponeva perciò di ipotizzare un'omonimia in grado di spiegare la confusione, ipotesi oggi comunemente accettata. Del resto, l'assoluta omonimia tra i due autori ha generato dubbi in altri studiosi, i quali considerano degno di fede solo il nome Achille, ritenendo “Tazio” influenzato dalla confusione della Suda. L'ipotesi è confortata tra l'altro da un passo dello scrittore latino Giulio Firmico Materno, in cui si riconosce oggi generalmente un riferimento a questo scrittore, che lo cita col solo nome Achille.

## Epoca
Quanto all'epoca in cui visse, originariamente lo si collocava nel IV secolo; più di recente, gli studiosi Erwin Rohde e Hermann Diels ne anticipano la cronologia alla fine del II o all'inizio del III secolo. Visse comunque sicuramente prima del già citato Firmico Materno (collocabile tra il 337 e il 346): con la datazione di Rohde e Diels concorda la cronologia degli scrittori identificabili citati da Achille, che appartengono alla fine del II secolo Non ci sono pervenute notizie sulla sua vita.

## Opere
Della sua produzione si sono conservati alcuni frammenti del trattato Sulla sfera, di incerta collocazione (non è possibile determinare con precisione se essi appartengano all'inizio o alla conclusione dell'opera). Il titolo sotto cui questi frammenti si sono conservati li ricollega ad un'altra sua opera, l'Isagoge in Aratum (Εἰςαγωγὴ εἰς Ἄρατον, «Introduzione ad Arato»), che al contrario del trattato Sulla sfera si è conservata, e sono presentati come «tratti dall'Introduzione di Achille ai Fenomeni di Arato».
All'Isagoge di Achille, uno dei commenti più fortunati al poema di Arato, gli studiosi attribuiscono un non scarso valore per la conoscenza del pensiero geografico dell'antichità.